# Ponte Raikot
Il ponte Raikot è la porta di accesso al campo base del Nanga Parbat e supera il fiume Indo, sulla strada del Karakorum, in Pakistan.
Si trova a 80 km a sud da Gilgit.